# Thalassoalaimus filiformis
Thalassoalaimus filiformis är en rundmaskart som beskrevs av Allgen 1933. Thalassoalaimus filiformis ingår i släktet Thalassoalaimus och familjen Oxystominidae. Inga underarter finns listade i Catalogue of Life.